# Toronto Raptors
Toronto Raptors so košarkarski klub s sedežem v Torontu, Kanadi. Klub tekmuje v ligi NBA kot edini klub izven ZDA. Lastnik kluba je podjetje Maple Leaf Sports & Entertainment Ltd.

## Dvorane
- Rogers Centre (bivši Skydome) (1995–1999)
- Air Canada Centre (1999 - ?)

## Zgodovina kluba
Toronto Raptorsi so bili ustanovljeni 30. septembra 1993, ko je liga NBA Johnu Bitoveu odobrila ustanovitev 28. kluba. Istega leta se je tekmovanju priključil tudi drugi kanadski klub Vancouver Grizzlies (ki se je kasneje preselil v Memphis, ZDA). Prve tekme so odigrali šele leta 1995.

## Igralci
Marcus Banks
Andrea Bargani
Marco Belinelli
Chris Bosh
Jose Calderon
DeMar DeRozan
Quincy Douby
Reggie Evans
Jarret Jack
Amir Johnson
Radoslav Nesterovič
Patrick O'Bryant
Hedo Turkoglu
Sonny Weems
Antoine Wright